# بيتر دوكي
بيتر دوكي (بالألمانية: Peter Ducke) مواليد 14 أكتوبر 1941 في ألمانيا، هو لاعب كرة قدم ألماني دولي سابق كان يلعب كمهاجم. سبق له أن لعب في كأس العالم لكرة القدم مع منتخب بلاده. فاز بميدالية أوليمبية في مسابقة كرة القدم.

## المسيرة الاحترافية

### أندية لعب لها
- كارل زايس يينا

## روابط خارجية
- بيتر دوكي على موقع الاتحاد الدولي (مؤرشف)  (الإنجليزية)
- بيتر دوكي على موقع الاتحاد الأوربي (الإنجليزية)
- بيتر دوكي على موقع قاعدة بيانات كرة القدم.إي يو (الإنجليزية)
- بيتر دوكي على موقع بيانات كرة القدم. دي إي (الألمانية)
- بيتر دوكي على موقع ناشيونال فوتبول تيمز (الإنجليزية)
- بيتر دوكي على موقع عالم كرة القدم.نت (الإنجليزية)
- بيتر دوكي على موقع أوليمبيديا (الإنجليزية)